# Хронология Первой мировой войны
Данная таблица указывает основные события, произошедшие во время Первой мировой войны. Принята система датирования по григорианскому календарю.
| Легенда               | Легенда               | Легенда                  |
| --------------------- | --------------------- | ------------------------ |
| Западный фронт        | Восточный фронт       | Итальянский фронт        |
| Кавказский фронт      | Ближневосточный фронт | Балканский фронт         |
| Африканский фронт     | Тихоокеанский фронт   | Военные действия на море |
| Политика и дипломатия |                       |                          |

## 1914
| Даты                      | События |        |
| ------------------------- | --- | ------ |
| 28 июня                   | Сараевское убийство: Покушение на наследника австро-венгерского престола эрцгерцога Франца Фердинанда. Он убит вместе со своей женой. Убийца — боснийский студент Гаврило Принцип. | Детали |
| 23 июля                   | Австро-Венгрия предъявляет ультиматум Сербии. Сербия, полагаясь на поддержку России, не принимает некоторых его пунктов и объявляет мобилизацию. | Детали |
| 26 июля                   | Австро-Венгрия объявляет всеобщую мобилизацию и сосредоточивает войска на границе с Сербией. Совет Министров Российской империи принимает постановление «О введении в действие положения о подготовительном к войне периоде» - начато проведение мобилизационных мероприятий на европейской части империи без формального объявления мобилизации.                            |        |
| 28 июля                   | Австро-Венгрия объявляет Сербии войну. Официальное начало Первой мировой войны. |        |
| 29 июля                   | Великобритания определяет свою позицию. Если конфликт ограничится Австро-Венгрией, Сербией и Россией, Англия останется в стороне. Если же в войну вступят Германия и Франция, Великобритания выполнит свои союзнические обязательства. |        |
| 30 июля                   | Россия объявляет начало частичной мобилизации. |        |
| 31 июля                   | Россия объявляет начало полной мобилизации. Вильгельм II угрожает началом военных действий Николаю II в случае, если мобилизация не будет прекращена в течение 12 часов. Тот, в свою очередь, уверяет, что мобилизация проходит только против Австро-Венгрии. Одновременно Германия направляет Франции ультиматум с требованием соблюдения нейтралитета в предстоящей войне. |        |
| 1 августа                 | Германия объявляет войну России и начинает мобилизацию. Германские войска, в соответствии с планом Шлиффена, стягиваются к французской и бельгийской границам. Италия объявляет о своем нейтралитете. Германская и Османская империя подписывают секретный договор об альянсе. Франция начинает мобилизацию.                                                                 |        |
| 2 августа                 | Вторжение Германии в Люксембург. | Детали |
| 3 августа                 | Германия объявляет войну Франции, обвинив её в «организованных нападениях и воздушных бомбардировках Германии» и «в нарушении бельгийского нейтралитета». |        |
| 3 августа                 | Германия выдвигает Бельгии ультиматум с требованием пропустить свои войска через бельгийскую территорию. Бельгия отвечает отказом. |        |
| 4 августа                 | Германия объявляет войну Бельгии и начинает вторжение на её территорию. Британская империя протестует против нарушения бельгийского нейтралитета, гарантированного договором; германский канцлер отвечает, что договор — не более чем кусок бумаги (chiffon de papier). Британская империя объявляет Германии войну.                                                         |        |
| 5 августа                 | Черногория объявляет войну Австро-Венгерской империи. |        |
| 5 августа                 | Османская империя закрывает для свободного прохода Дарданеллы. |        |
| 5 августа-16 августа      | Германские войска осаждают, а затем захватывают крепость Льеж (Бельгия). | Детали |
| 6 августа                 | Австро-Венгрия объявляет войну России. Сербия и Черногория объявляют войну Германии. |        |
| 7 августа                 | Высадка Британского Экспедиционного Корпуса во Франции. | Детали |
| 11 августа-12 августа     | Франция и Британская империя объявляют войну Австро-Венгрии. |        |
| 14 августа-24 августа     | Пограничное сражение. Немецкие войска одерживают победу над Британским Экспедиционным Корпусом и французской Пятой Армией. | Детали |
| 16 августа-19 августа     | Сербия одерживает победу над австро-венгерскими войсками в сражении при Цер. | Детали |
| 17 августа                | Русская армия вторгается на территорию Восточной Пруссии. Битва при Шталлупенене. | Детали |
| 18 августа-26 сентября    | Галицийская битва. Захват российскими войсками восточной части Западной Галиции, Буковины. | Детали |
| 20 августа                | Германские войска пытаются перейти в наступление в Восточной Пруссии, но терпят поражение под Гумбинненом. Провал этого наступления является началом провала плана Шлиффена. | Детали |
| 20 августа                | Германия оккупирует Брюссель. |        |
| 22 августа                | Австро-Венгрия объявляет войну Бельгии. |        |
| 23 августа                | Япония объявляет войну Германии. |        |
| 23 августа-25 августа     | Битва при Краснике. Австро-венгерская Первая армия одерживает победу над русской 4-й армией | Детали |
| 23 августа-2 сентября     | Битва при Танненберге. Поражение русских войск. | Детали |
| 24 августа-7 сентября     | Немцы осаждают и захватывают крепость Мобёж. | Детали |
| 25 августа                | Япония объявляет войну Австро-Венгерской империи. |        |
| 26 августа                | Британские и французские войска оккупируют Тоголенд, колонию Германии в Западной Африке. | Детали |
| 26 августа-27 августа     | Битва при Ле-Като. Отступление союзников. | Детали |
| 26 августа-11 сентября    | Галич-Львовская наступательная операция. Захват русскими войсками Львова. | Детали |
| 27 августа-7 ноября       | Битва при Циндао. Британские и японские войска захватывают порт Циндао — германскую колонию в Китае. | Детали |
| 28 августа                | КВМФ Великобритании одерживает победу в первом сражении в Гельголандском заливе. | Детали |
| 29 августа-30 августа     | Битва при Сен-Кантене. Союзниками получен приказ отступать. | Детали |
| 30 августа                | Новая Зеландия оккупирует Германское (Западное) Самоа. | Детали |
| 3 сентября-11 сентября    | Поражение австро-венгерских войск при Раве-Русской. | Детали |
| 5 сентября-12 сентября    | Битва на Марне. Остановка немецкого наступления. Провал плана Шлиффена, предусматривавшего быстрый разгром Франции и последующее наступление на восточном фронте. | Детали |
| 7 сентября-14 сентября    | Битва на Мазурских озёрах: русская армия с большими потерями отступает из Восточной Пруссии. | Детали |
| 8 сентября-17 сентября    | Вторая попытка австро-венгерской армии вторгнуться на территорию Сербии, также окончившаяся неудачей. | Детали |
| 9 сентября                | Теобальд фон Бетман-Гольвег провозглашает цели Германии в этой войне. | Детали |
| 11 сентября-21 сентября   | Австралийские войска оккупируют Германскую Новую Гвинею. | Детали |
| 13 сентября               | Южноафриканские войска вторгаются в Германскую Юго-Западную Африку. | Детали |
| 13 сентября-28 сентября   | Сражение на Эне заканчивается ничьей. Начало периода Бег к морю. | Детали |
| 14 сентября               | Эрих фон Фалькенхайн сменяет Хельмута Мольтке-младшего на посту главы германского генштаба. |        |
| 17 сентября               | Начинается осада Перемышля. | Детали |
| 27 сентября               | Англо-французские войска захватывают город Дуала (Камерун). | Детали |
| 28 сентября-10 октября    | Немецкие войска захватывают Антверпен (Бельгия). | Детали |
| 29 сентября-31 октября    | Битва на Висле (Варшавско-Ивангородская операция). Наступление германских войск отражено. | Детали |
| 16 октября-31 октября     | Битва на Изере. Французские и бельгийские войска удерживают часть побережья Бельгии. | Детали |
| 19 октября-22 ноября      | Битва при Ипре завершает «Бег к морю». Предотвращен захват немецкой армией Кале и Дюнкерка. | Детали |
| 1 ноября                  | Сражение при Коронеле. Эскадра Максимилиана фон Шпее одерживает победу над силами британского флота под командованием Кристофера Крэдока. | Детали |
| 1 ноября-5 ноября         | Страны Антанты объявляют войну Османской Империи (после обстрела русских черноморских портов немецкими крейсерами, включенными 16 августа 1914 года в состав османского военно-морского флота). |        |
| 1 ноября-3 декабря        | Первое сражение на Кавказском фронте. Окончилось безрезультатно для обеих сторон (Турция). | Детали |
| 2 ноября                  | Великобритания начинает морскую блокаду Германии. | Детали |
| 3 ноября-5 ноября         | Немецкие колониальные войска под командованием фон Леттов-Форбека одерживают победу над британскими войсками в битве при Танга (Германская Восточная Африка). | Детали |
| 6 ноября                  | Австро-венгерские войска занимают Белград. |        |
| 9 ноября                  | Битва у Кокосовых островов. Австралийский крейсер «Сидней» уничтожает немецкий крейсер «Эмден». | Детали |
| 11 ноября-6 декабря       | Лодзинская операция. Ни одна из сторон не добивается успеха. | Детали |
| 3 декабря-15 декабря      | Колубарская битва. Сербские войска отбивают у австро-венгерских войск Белград. | Детали |
| 8 декабря                 | Битва у Фолклендских островов. Немецкая эскадра под командованием фон Шпее разбита КВМФ Великобритании. | Детали |
| 16 декабря                | Немецкий флот обстреливает английские города Скарборо и Хартлпул. | Детали |
| 22 декабря-17 января 1915 | Русские войска одерживают победу в Сарыкамышском сражении. | Детали |
| 25 декабря                | Кавказская армия освобождает Ардаган и принуждает Османские части к отступлению с оккупированных ранее территорий Российской империи. | Детали |

## 1915
| Даты                  | События |        |
| --------------------- | --- | ------ |
| 2 января              | Начинается наступление российских войск в Карпатах. Оно продолжится до 12 апреля.                                                                                 | Детали |
| 19 января             | Первый цеппелин совершает налет на Великобританию. | Детали |
| 24 января             | Битва у Доггер-Банки между КВМФ Великобритании и немецким Флотом Открытого Моря.                                                                                  | Детали |
| 28 января-3 февраля   | Войскам Османской империи не удаётся захватить Суэцкий канал. | Детали |
| 4 февраля             | Германия объявляет о начале применения подводных лодок против торговых судов.                                                                                     | Детали |
| 7 февраля-22 февраля  | Второе Мазурское сражение. Германия начинает крупные наступательные операции на Восточном фронте.                                                                 | Детали |
| 19 февраля            | Британские и французские корабли пытаются прорваться в Дарданеллы. Начало галлиполийской кампании.                                                                | Детали |
| 20 февраля-30 марта   | Праснышская операция. Русские войска отражают очередное наступление германской армии.                                                                             | Детали |
| 9 марта               | Александр Парвус предоставляет германскому правительству план свержения существующего в России строя с последующим заключением сепаратного мира.                  |        |
| 10 марта-13 марта     | Битва при Нев-Шапель. После первоначального успеха британское наступление остановлено.                                                                            | Детали |
| 22 марта              | Осада Перемышля заканчивается. Крепость захвачена русскими войсками.                                                                                              | Детали |
| 19 апреля             | Начало самообороны жителей Вана против регулярных и иррегулярных османских частей.                                                                                | Детали |
| 22 апреля-25 мая      | Во время второй битвы при Ипре немецкими войсками применено химическое оружие.                                                                                    | Детали |
| 24 апреля             | Начало геноцида армян в Османской империи. | Детали |
| 25 апреля             | Войска союзников высаживаются на полуострове Галлиполи. | Детали |
| 26 апреля             | Лондонское соглашение между Антантой и Италией. | Детали |
| 28 апреля             | Первая битва при Критии. Атака союзников отражена. | Детали |
| 2 мая-23 июня         | Горлицкий прорыв. Немецкие войска под началом генерала Макензена прорывают оборону русских войск в Галиции.                                                       | Детали |
| 6 мая-8 мая           | Вторая Критийская битва. Наступление войск Антанты снова проваливается.                                                                                           | Детали |
| 7 мая                 | Британский лайнер «Лузитания» потоплен немецкой подводной лодкой U-20.                                                                                            | Детали |
| 9 мая-18 июня         | Второе сражение в Артуа. Союзники продвигаются вперёд на несколько километров.                                                                                    | Детали |
| 12 мая                | Виндхук, столица Германской Юго-Западной Африки, занята южно-африканскими войсками.                                                                               | Детали |
| 23 мая                | Италия объявляет войну Австро-Венгрии. |        |
| 4 июня                | Третья Критийская битва. Ещё одно поражение союзников. | Детали |
| 4 июня                | Русские войска оставляют Перемышль. | Детали |
| 22 июня               | Австро-германские войска снова занимают Львов. | Детали |
| 23 июня-7 июля        | Первая битва при Изонцо. Заканчивается почти безрезультатно, как и все последующие попытки итальянских войск прорвать австрийскую оборону на этом участке фронта. | Детали |
| 28 июня-5 июля        | Британские войска отбивают контрудар турок в битве на мысе Хеллес.                                                                                                | Детали |
| 9 июля                | Немецкие войска в Юго-Западной Африке сдаются. | Детали |
| 9 июля-3 августа      | Алашкертская операция — успешная оборонительная операция Русской Кавказской армии.                                                                                | Детали |
| 18 июля-3 августа     | Вторая битва при Изонцо. | Детали |
| 23 июля               | Битва при Манцикерте. Части 3-й Османской армии временно овладели городом Манцикерт.                                                                              | Детали |
| 5 августа             | Немецкие войска оккупируют Варшаву. | Детали |
| 6 августа             | «Атака мертвецов» — эпизод обороны крепости Осовец на территории Польши.                                                                                          | Детали |
| 6 августа-29 августа  | Битва при Сари-Баир (Августовское наступление). Последняя и неудачная наступательная операция союзников в Галлиполийской кампании.                                | Детали |
| 1 сентября            | Германия приостанавливает неограниченную подводную войну. | Детали |
| 8 сентября            | Николай Второй берет на себя обязанности главнокомандующего русской армией, заменив на этом посту великого князя Николая Николаевича.                             |        |
| 8 сентября-2 октября  | Свенцянский прорыв. Германские войска оккупируют Вильнюс. Стабилизация Восточного фронта.                                                                         | Детали |
| 25 сентября-7 октября | Британское наступление на Лоос и французское в Шампани не достигают цели.                                                                                         | Детали |
| 6 октября             | Войска Германской империи, Австро-Венгрии, а затем и Болгарского царства начинают вторжение в Сербию.                                                             | Детали |
| 14 октября-19 октября | Болгария объявляет войну Сербии, в ответ Болгарии объявляют войну все страны Антанты.                                                                             |        |
| 18 октября-4 ноября   | Третья битва при Изонцо. | Детали |
| 27 октября            | Британские и французские части прибывают в греческий город Салоники для оказания помощи сербской армии.                                                           | Детали |
| 30 октября-16 декабря | Хамаданская операция. Корпус генерала Баратова занимает северную Персию.                                                                                          | Детали |
| 10 ноября-11 декабря  | Четвёртая битва при Изонцо. | Детали |
| 22 ноября-25 ноября   | Ктесифонская битва между британскими и османскими войсками на территории современного Ирака.                                                                      | Детали |
| 27 ноября             | Сербская армия отступает в Албанию, где будет эвакуирована французскими и итальянскими кораблями.                                                                 | Детали |
| 7 декабря             | Войска Османской империи начинают осаду города Эль-Кут. | Детали |
| 19 декабря            | Дуглас Хейг заменяет Джона Френча на посту командира Британского Экспедиционного Корпуса.                                                                         |        |
| 7 января 1916         | Кеприкейское сражение. Тактическая победа Кавказской армии. | Детали |

## 1916
| Даты                    | События |        |
| ----------------------- | --- | ------ |
| 8 января-16 января      | Австро-венгерское наступление в Черногории, которая вскоре капитулирует.                                                                                                  |        |
| 9 января                | Союзники эвакуируют войска с Галлиполи. Галлиполийская кампания заканчивается победой Османской империи.                                                                  | Детали |
| 11 января               | Союзники оккупируют греческий остров Корфу и затем эвакуируют туда сербскую армию.                                                                                        |        |
| 24 января               | Карл Фридрих Хайнрих Ре́йнхард Ше́ер назначен командующим «Флота Открытого моря».                                                                                           |        |
| 27 января               | В Британской империи принят закон об общеобязательной воинской повинности (Military Service Act).                                                                         |        |
| 10 января-16 февраля    | Русские войска берут считавшуюся неприступной крепость Эрзурум. | Детали |
| февраль                 | Битлисское сражение началось сразу же после взятия Эрзурума, но окончательно Кавказская армия смогла разбить группирорвку противника на данном направлении только в июле. | Детали |
| 21 февраля              | Начинается битва при Вердене. | Детали |
| 28 февраля              | Германская колония Камерун сдаётся. | Детали |
| 1 марта                 | Германия продолжает использовать тактику неограниченной подводной войны.                                                                                                  | Детали |
| 1 марта-15 марта        | Пятая битва при Изонцо. | Детали |
| 9 марта                 | Германия объявляет войну Португалии в ответ на реквизицию Португалией германских кораблей, стоявших в её портах.                                                          |        |
| 18-30 марта             | Нарочская операция. Наступление русских войск отражено. | Детали |
| 23 января-18 апреля     | Важнейшие турецкие порты Ризе и Трапезунд взяты частями кавказской армии.                                                                                                 | Детали |
| 23 апреля               | Пасхальное восстание в Ирландии против владычества Великобритании. | Детали |
| 29 апреля               | Британские войска, осаждённые в Эль-Куте, сдаются. | Детали |
| 10 мая                  | Германия приостанавливает неограниченную подводную войну. | Детали |
| 15 мая-10 июня          | Австро-венгерская «Карательная экспедиция» в районе Трентино. Итальянские войска отступают.                                                                               | Детали |
| 31 мая-1 июня           | Ютландское сражение между КВМФ Великобритании (Grand Fleet) и немецким «Флотом Открытого моря».                                                                           | Детали |
| 4 июня                  | Начинается Брусиловский прорыв. | Детали |
| 5 июня                  | Арабская революция в Хиджазе. | Детали |
| 5 июня                  | У Оркнейских островов на мине подрывается крейсер КВМФ Великобритании Хэмпшир, на котором направлялся в Россию британский военный министр Китченер.                       | Детали |
| 6 июня-24 июня          | Морская блокада Греции союзниками. По их требованию Греция проводит демобилизацию армии.                                                                                  |        |
| 10 июня                 | Паоло Боселли заменяет Антонио Саландру на посту премьер-министра Италии.                                                                                                 |        |
| 1 июля                  | Начинается битва на Сомме. | Детали |
| 2 июля                  | Эрзинджанское сражение. 3-я турецкая армия разбита и отходит вглубь Турции.                                                                                               | Детали |
| 14 июля                 | Атака под Безантеном (часть битвы на Сомме). | Детали |
| 23 июля-7 августа       | Атака под Позьером (часть битвы на Сомме). | Детали |
| 29 июля                 | Огнотская операция. Поражение 2-й Турецкой армии. | Детали |
| 3 августа-5 августа     | Битва при Романи. Турецкая атака оборонительных позиций британских войск вблизи Суэцкого канала заканчивается неудачей.                                                   | Детали |
| 3 августа-17 августа    | Шестая битва при Изонцо. Итальянские войска захватывают Горицию. | Детали |
| 18 августа-13 сентября  | Наступление под Гюйемоном и Жинши (часть битвы на Сомме). | Детали |
| 27 августа              | Италия объявляет войну Германии. |        |
| 27 августа              | Румыния вступает в войну на стороне Антанты. Её армия будет разбита в течение нескольких недель.                                                                          | Детали |
| 29 августа              | Пауль фон Гинденбург заменяет Эриха Фалькенхайна на посту главы германского Генштаба.                                                                                     |        |
| 6 сентября              | Центральные державы создают объединённое военное командование. |        |
| 10 сентября-19 ноября   | Наступление союзников на Салоникском фронте. | Детали |
| 14 сентября-17 сентября | Седьмая битва при Изонцо. | Детали |
| 15 сентября             | На Сомме англичане впервые в истории применяют танки. | Детали |
| 20 сентября             | Брусиловский прорыв заканчивается ожидаемым успехом русских войск. | Детали |
| 26 сентября-28 сентября | Бой за высоту Типваль (часть битвы на Сомме). | Детали |
| 9 октября-12 октября    | Восьмая битва при Изонцо. | Детали |
| 24 октября              | Французы возвращают важный форт Дуомон вблизи Вердена. | Детали |
| 1 ноября-4 ноября       | Девятая битва при Изонцо. | Детали |
| 5 ноября                | Провозглашена независимость Польши (до конца войны — под немецким протекторатом).                                                                                         | Детали |
| 13 ноября-18 ноября     | Бой на реке Анкр (финальная фаза битвы на Сомме). Битва на Сомме заканчивается с огромными потерями для обеих сторон и без явного победителя.                             | Детали |
| 21 ноября               | Умирает Франц Иосиф I, император австрийский, король венгерский, богемский и проч. На австро-венгерский престол вступает Карл I.                                          |        |
| 25 ноября               | Дэвид Битти заменяет Джона Джеллико на посту главнокомандующего КВМФ Великобритании. Джеллико становится Первым морским лордом.                                           | Детали |
| 5 декабря-7 декабря     | Премьер-министр Великобритании Генри Асквит уходит в отставку. Его преемником становится Дэвид Ллойд-Джордж.                                                              |        |
| 6 декабря               | Немецкие войска оккупируют Бухарест. Столица Румынии переезжает в Яссы.                                                                                                   | Детали |
| 13 декабря              | Робер Нивель заменяет Жозефа Жоффра в должности главнокомандующего французской армии.                                                                                     |        |
| 23 декабря              | Британские войска выбивают турок из крепости Магдхаба (Синайский полуостров).                                                                                             | Детали |
| 27 декабря              | Раздел Того между Британской империей и Францией. |        |
| 29 декабря              | Убит Григорий Распутин, ближайший друг русской царской семьи. |        |

## 1917
| Даты                    | События |        |
| ----------------------- | --- | ------ |
| 5 января-11 января      | Митавская операция — неудачная попытка наступления русских войск. | Детали |
| 9 января                | Битва при Рафа. Британцы отбрасывают войска Османской империи за пределы Синайского полуострова. | Детали |
| 16 января               | Телеграмма Артура Циммерманна, главы МИДа Германии, к немецкому послу в Мексике, в которой говорится о намерении Германии предложить Мексике союз против США.                                                | Детали |
| 1 февраля               | Германия возобновляет неограниченную подводную войну. | Детали |
| 23 февраля              | Британские войска вновь захватывают Эль-Кут. | Детали |
| 23 февраля-5 апреля     | Немецкие войска отступают к линии Гинденбурга. | Детали |
| 1 марта                 | Арц фон Штрауссенбург заменяет Конрада фон Гётцендорфа на посту начальника австрийского генштаба. |        |
| 8 марта-11 марта        | Британские войска захватывают Багдад. | Детали |
| 8 марта-16 марта        | Февральская революция в России. Император Николай Второй отрекается от престола. Власть переходит к Временному правительству. В войсках создаются солдатские комитеты, что ведёт к разложению русской армии. | Детали |
| 26 марта                | Первая битва при Газе. Британским войскам не удаётся захватить город. | Детали |
| 6 апреля                | Соединенные Штаты Америки объявляют войну Германии. |        |
| 9 апреля-12 апреля      | Канадские войска одерживают убедительную победу в битве у хребта Вимми. | Детали |
| 16 апреля-9 мая         | Вторая битва на Эне (наступление Нивеля) заканчивается неудачно как для французской армии, так и для её командующего Робера Нивеля.                                                                          | Детали |
| 19 апреля               | Вторая битва при Газе. Турки удерживают свои позиции. | Детали |
| 29 апреля-20 мая        | Серия мятежей во французской армии. | Детали |
| 5 мая-15 мая            | Наступательная операция союзников на Салоникском фронте. | Детали |
| 9 мая-16 мая            | Битва при Аррасе. Атака британских войск на хорошо укрепленные позиции немцев не приносит им успеха. | Детали |
| 12 мая-6 июня           | Десятая битва при Изонцо. Итальянские войска продвигаются ещё на несколько километров. | Детали |
| 15 мая                  | Филипп Петен заменяет Робера Нивеля на посту главнокомандующего французской армии. |        |
| 7 июня-8 июня           | Британские войска захватывают Мессинский хребет в Бельгии. | Детали |
| 10 июня-29 июня         | Битва у горы Ортигара. Все атаки итальянцев отбиты. | Детали |
| 12 июня                 | Король Греции Константин I, симпатизировавший немцам, под давлением Антанты низложен. Трон занимает его сын Александр I, а реальная власть переходит к премьер-министру Э. Венизелосу.                       |        |
| 23 июня                 | Греция вступает в войну на стороне Антанты. |        |
| 25 июня                 | Первые американские войска высаживаются во Франции. | Детали |
| 1 июля-19 июля          | Наступление Керенского заканчивается провалом. Это последняя инициатива России в Первой мировой войне. | Детали |
| 6 июля                  | Арабские повстанцы, ведомые Лоуренсом Аравийским, захватывают иорданский порт Акаба. | Детали |
| 20 июля                 | Корфская декларация провозглашает создание будущей Югославии. | Детали |
| 22 июля-26 октября      | Войну Германии объявляют Китай, Сиам, Либерия и Бразилия. |        |
| 31 июля                 | Начинается битва под Пашендейлем, известная также как третья битва при Ипре. | Детали |
| 6 августа-20 августа    | Битва при Мэрэшешти. Германским войскам не удаётся окружить румынскую армию. | Детали |
| 18 августа-28 августа   | Одиннадцатая битва при Изонцо — очередной ограниченный успех итальянских войск. | Детали |
| 1 сентября-6 сентября   | Германские войска захватывают Ригу. | Детали |
| 8 сентября              | Выступление генерала Корнилова заканчивается его арестом. Движение большевиков набирает силы. | Детали |
| 28 сентября-29 сентября | Битва при Рамади, Месопотамия. Турецкий гарнизон сдаётся. | Детали |
| 12 октября-19 октября   | Операция «Альбион». Немцы высаживаются на Моонзундских островах. | Детали |
| 24 октября-4 ноября     | Битва при Капоретто. Австро-германские войска прорывают линию обороны итальянских войск. Итальянская армия побеждена и отброшена за реку Пьяве.                                                              | Детали |
| 30 октября              | Витторио Эмануэле Орландо заменяет Паоло Боселли на посту премьер-министра Италии. |        |
| 31 октября-7 ноября     | Третья битва при Газе. Британские войска прорывают турецкую оборону. | Детали |
| 2 ноября                | Декларация Бальфура. Британское правительство объявляет о поддержке планов создания еврейского государства в Палестине.                                                                                      | Детали |
| 5 ноября                | Союзники договариваются о создании Высшего военного совета в Версале. |        |
| 7 ноября                | Октябрьская революция в России. Пришедшие к власти большевики немедленно принимают Декрет о мире. | Детали |
| 8 ноября                | Армандо Диас заменяет Луиджи Кадорна на посту главнокомандующего итальянской армии. |        |
| 9 ноября-28 декабря     | Австро-венгерские и немецкие войска предпринимают неудачную попытку форсировать реку Пьяве. | Детали |
| 10 ноября               | Битва при Пашендейле заканчивается вничью. | Детали |
| 13 ноября               | Жорж Клемансо заменяет Поля Пенлеве на посту премьер-министра Франции. |        |
| 17 ноября               | Вторая битва в Гельголандском заливе. | Детали |
| 20 ноября-3 декабря     | Битва при Камбре. Атака британских войск не достигает цели. | Детали |
| 7 декабря               | США объявляют войну Австро-Венгрии. |        |
| 8 декабря-26 декабря    | Битва за Иерусалим. Британцы входят в город 11 декабря. | Детали |
| 15 декабря              | Советская Россия подписывает перемирие с Германией. |        |

## 1918
| Даты                    | События |        |
| ----------------------- | --- | ------ |
| 8 января                | Вудро Вильсон провозглашает свои Четырнадцать пунктов. | Детали |
| 9 февраля               | Украинская Народная Республика подписывает мирный договор с Центральными державами.                                                                                     | Детали |
| 18 февраля              | Германия, не добившись заключения мирного договора с Россией, возобновляет военные действия на Восточном фронте.                                                        |        |
| 21 февраля              | Британские войска захватывают Иерихон. | Детали |
| 25 февраля              | Немецкие войска оккупируют Эстонию. |        |
| 3 марта                 | В Брест-Литовске Лев Троцкий подписывает мирный договор с Германией. | Детали |
| 21 марта-25 марта       | Первая фаза «Весеннего наступления» (Операция «Михаэль»). Немцы одерживают Пиррову победу.                                                                              | Детали |
| 23 марта-7 августа      | Дальнобойная артиллерия обстреливает Париж. | Детали |
| 26 марта                | Фердинанд Фош вступает на пост Верховного Главнокомандующего союзных войск.                                                                                             |        |
| 4 апреля-30 апреля      | Вторая фаза «Весеннего наступления» (Операция «Жоржетта»). Результаты неутешительны для немецкого командования.                                                         | Детали |
| 7 мая                   | Бухарестский договор между Румынией и Центральными державами. Он никогда не будет ратифицирован.                                                                        | Детали |
| 21 мая                  | Сардарапатское сражение. Победа Армянских формирований над вторгнувшимися в Армению турецкими войсками.                                                                 | Детали |
| 23 мая                  | Баш-Апаранское сражение. Турецкие войска были разбиты и отброшены к западу от Баш-Апарана.                                                                              | Детали |
| 26 мая                  | Каракилисское сражение. Победа османской армии. | Детали |
| 27 мая-6 июня           | Третья битва на Эне (Операция «Блюхер-Йорк», третья фаза «Весеннего наступления»). Несмотря на первоначальный успех, немецкое наступление остановлено.                  | Детали |
| 9 июня-12 июня          | Финальная фаза «Весеннего наступления». Несмотря на продвижение, стратегические цели «Весеннего наступления» не достигнуты.                                             | Детали |
| 13 июня-23 июня         | Вторая битва на реке Пьяве. Австро-венгерское наступление отброшено. | Детали |
| 15 июля-5 августа       | Вторая битва на Марне. Последнее немецкое наступление в этой войне, провалившееся вследствие начавшегося контрнаступления французских войск.                            | Детали |
| 8 августа-11 августа    | Битва при Амьене, начало «Стодневного наступления» союзников, ставшего решающим в войне.                                                                                | Детали |
| 12 сентября-15 сентября | Сен-Миельская операция, фаза «Стодневного наступления» и первая самостоятельная операция американцев.                                                                   | Детали |
| 15 сентября             | Союзники прорывают болгарскую оборону у Добро-Поле (Македония). | Детали |
| 18 сентября-19 сентября | Битва у озера Дойран. Болгары сдерживают совместное наступление британских и греческих войск.                                                                           | Детали |
| 18 сентября-10 октября  | Битва за линию Гинденбурга, фаза «Стодневного наступления». Союзники прорывают немецкую оборону.                                                                        | Детали |
| 19 сентября-21 сентября | Битва при Мегиддо. Британская империя полностью захватывает Палестину.                                                                                                  | Детали |
| 26 сентября-13 октября  | Маас-Аргоннская наступательная операция, фаза «Стодневного наступления». Американцам не удаётся разбить германскую армию.                                               | Детали |
| 30 сентября             | Болгария подписывает перемирие с Союзниками. |        |
| 1 октября-6 октября     | Британские войска входят в Дамаск, французские — в Бейрут. | Детали |
| 20 октября              | Германия прекращает подводную войну. | Детали |
| 24 октября-4 ноября     | Битва при Витторио-Венето. Австро-венгерская армия разваливается. Итальянцы входят в Тренто и высаживаются в Триесте.                                                   | Детали |
| 29 октября              | Эрих Людендорф уходит в отставку с поста заместителя Гинденбурга. |        |
| 29 октября              | Немецкий «Флот Открытого моря» поднимает восстание, которое вскоре перерастает в революцию.                                                                             | Детали |
| 30 октября              | Османская империя подписывает Мудросский мир. | Детали |
| 3 ноября                | Австро-Венгрия подписывает перемирие с Италией. |        |
| 9 ноября                | Революция в Германии. Кайзер Вильгельм II отрекается от престола, провозглашена республика.                                                                             | Детали |
| 11 ноября               | Карл I, император Австро-Венгрии, отрекается от престола. | Детали |
| 11 ноября               | В 5 часов утра Германия подписывает Компьенское перемирие. Окончание боевых действий в 11.00.                                                                           | Детали |
| 12 ноября               | Австрия провозглашается республикой и объявляет о своём присоединении к Германии.                                                                                       |        |
| 14 ноября               | Чехословакия провозглашается республикой. |        |
| 14 ноября               | Немецкие подводные лодки интернированы. | Детали |
| 14 ноября               | Через три дня после перемирия заканчиваются боевые действия в Восточной Африке: генерал фон Леттов-Форбек соглашается прекратить огонь, услышав о капитуляции Германии. | Детали |
| 14 ноября-27 ноября     | Немецкие войска покидают территорию Франции, Бельгии и Люксембурга. |        |
| 21 ноября               | Немецкий «Флот Открытого моря» сдаётся Великобритании. | Детали |
| 23 ноября               | Через 9 дней после прекращения огня генерал Фон Леттов-Форбек формально капитулирует (поскольку его армия не была побеждена) в Аберкорне (нынешняя Замбия).             | Детали |
| 1 декабря               | Черногория и югославянские земли Австро-Венгрии присоединяются к Сербии. Образуется Югославия.                                                                          | Детали |

## 1919
| Даты        | События |        |
| ----------- | --- | ------ |
| 18 января   | Открытие Парижской конференции, имеющей целью подписание мирных договоров между воевавшими странами и определение послевоенного мироустройства. | Детали |
| 25 января   | На Парижской конференции принято предложение о создании Лиги Наций.                                                                             |        |
| 21 июня     | Немецкий «Флот Открытого моря» (52 судна) затоплен в Скапа-Флоу, погибло девять моряков, последние жертвы Первой мировой войны.                 | Детали |
| 28 июня     | Подписан Версальский договор между державами-победительницами и Германией.                                                                      | Детали |
| 10 сентября | Подписан Сен-Жерменский договор, запрещающий объединение Германии и Австрии.                                                                    | Детали |

## 1920
| Даты                | События |        |
| ------------------- | --- | ------ |
| 10 января           | Версальский договор вступает в силу. Официальное окончание Первой мировой войны.                                                                                  |        |
| 10 января           | Данциг получает статус Вольного города. | Детали |
| 21 января           | Завершение Парижской конференции. |        |
| 14 февраля          | В результате плебисцита Северный Шлезвиг переходит к Дании. |        |
| 19 апреля-26 апреля | Конференция в Сан-Ремо (Италия), на которой обсуждается вопрос о бывших владениях Османской империи на Ближнем Востоке.                                           | Детали |
| 23 апреля           | В Анкаре Мустафа Кемаль создаёт временное правительство Турции, не признающее легитимность султанского правительства в Стамбуле. Начало «Кемалистской революции». |        |
| 4 июня              | Трианонский договор между Венгрией и союзниками. | Детали |
| 10 августа          | Севрский договор между союзниками и Османской империей. Договор не признан правительством Мустафы Кемаля.                                                         | Детали |
| 8 сентября          | Габриеле Д'Аннунцио провозглашает республику Фиуме. | Детали |
| 12 ноября           | Рапалльский договор между Италией и Королевством СХС. Задар присоединён к Италии, Фиуме (совр. Риека в Хорватии) объявлен вольным городом.                        | Детали |
| 15 ноября           | Первая генеральная ассамблея Лиги Наций. |        |

## После 1920
| Даты             | События |        |
| 1921             | 1921 | 1921   |
| ---------------- | --- | ------ |
| 16 марта         | Московский договор между Турцией и РСФСР. Договором определена будущая советско-турецкая граница, и произведён фактический раздел Армении.                                                       | Детали |
| 6 декабря        | Великобритания признаёт независимость Ирландии. | Детали |
| 1922             | |        |
| 6 февраля        | Заканчивается Вашингтонская конференция, на которой державы-победительницы урегулировали положение в Азиатско-Тихоокеанском регионе и подписали соглашение об ограничении тоннажа военных судов. | Детали |
| 10 апреля-19 мая | Генуэзская конференция. Представители 34 стран обсуждают экономический ущерб, нанесенный Первой мировой войной.                                                                                  | Детали |
| 16 апреля        | Рапалльский договор между Германией и РСФСР, нацеленный на восстановление нормальных дипломатических отношений.                                                                                  | Детали |
| 1 ноября         | Высшее национальное собрание Турции объявляет об упразднении султаната. Конец Османской империи.                                                                                                 | Детали |
| 1923             | |        |
| 24 июля          | Лозаннский договор между Турцией и союзниками. Одержав победу в войне за независимость, Турция добивается отмены Севрского договора 1920 года.                                                   | Детали |
| 1924             | |        |
| 27 января        | Римский договор между Италией и Югославией. Италия захватывает Фиуме. | Детали |